# Steven Key
Steven Kristopher Key (* 14. Mai 1968 in Los Angeles, Kalifornien) ist ein ehemaliger US-amerikanischer Basketballspieler und jetziger Trainer.

## Laufbahn

### Spieler
Key besuchte die Atholton High School in Columbia (US-Bundesstaat Maryland), von 1986 bis 1990 spielte er an der Boston University. 1990 wurde er als Spieler des Jahres der North Atlantic Conference ausgezeichnet, nachdem er in der Saison 1989/90 16,6 Punkte und 7,6 Vorlagen je Partie erzielt hatte.
Der erste Halt seiner Laufbahn als Berufsbasketballspieler wurde die Continental Basketball Association (CBA) in seinem Heimatland. Er bestritt in der Saison 1990/91 24 Spiele für die San Jose Jammers und verbuchte einen Mittelwert von 8,2 Punkten pro Begegnung, zusätzlich bereitete er statistisch vier Korberfolge seiner Nebenleute je Spiel vor.
1991 wechselte Key für eine Saison zum BK Klosterneuburg nach Österreich, es folgte jeweils ein Jahr bei den deutschen Bundesligisten Tübingen und Bayreuth. Nach einem kurzen Abstecher zu den Gold Coast Rollers (Australien) ging Key nach Deutschland zurück. Beim Rhöndorfer TV spielte er von 1996 bis 1998 an der Seite seines Landsmann Richard Morton, diese Verbindung wurde als „Traum-Duo“ bezeichnet. Es lag auch an den guten Leistungen von Key und Morton, dass Rhöndorf in der Saison 1996/97 Zweiter der Bundesliga-Hauptrunde wurde. In Teilen der Saison 1999/2000 stand Key beim französischen Zweitligisten Brest unter Vertrag, er kam zu elf Ligaeinsätzen für die Mannschaft (14,8 Punkte, 6,1 Vorlagen/Spiel). Zu Jahresbeginn 2000 wurde Key vom Bundesligisten SG Braunschweig unter Vertrag genommen, der eine Führungspersönlichkeit im Spielaufbau benötigte. Er bestritt zehn Spiele für die Niedersachsen und kam auf 9,3 Punkte sowie 5,6 Vorlagen je Einsatz. In seiner Spielerlaufbahn erzielte Key in der deutschen Bundesliga insgesamt 2006 Punkte.
2001/02 spielte er wiederum in Frankreichs zweiter Liga, diesmal für Saint-Quentin. Im März 2002 wurde Key vom Rechts- und Disziplinarausschuss der französischen Liga (LNB) lebenslang gesperrt und der Verein zur Zahlung einer Geldstrafe in Höhe von 15 000 Euro verurteilt, nachdem der Ausschuss es als erwiesen angesehen hatte, dass Key einen gefälschten jugoslawischen Ausweis nutzte und Saint-Quentin in 15 Spielen somit die laut Ausländerbeschränkungen der Liga zwei erlaubten US-Amerikaner sowie zusätzlich Key einsetzte. Die jugoslawischen Behörden hatten das Ausweisdokument nicht anerkannt.

### Trainer
Nach dem Ende seiner Karriere als Spieler durchlief Key die Trainerausbildungen und wurde 2003 Cheftrainer der Düsseldorf Magics in der 2. Basketball-Bundesliga. Zum Ende der Saison 2005/2006 wurde der Vertrag von Key in Düsseldorf nicht verlängert. Key kehrte daraufhin in die USA zurück und arbeitete zunächst als Co-Trainer für Chicago Sky (WNBA). Ab 2007 war er Manager von Chicago Sky, übernahm von 2008 bis 2010 zudem den Posten des Headcoaches. 2010 verließ er den Verein auf eigenen Wunsch. 2011 wurde Key schließlich Nachfolger von Vladimir Bogojevic als Trainer bei den LTi Gießen 46ers und führte diese zum Klassenerhalt.
Seit Sommer 2011 arbeitete Key für die EnBW Ludwigsburg, die sich seit Sommer 2012 Neckar Riesen Ludwigsburg nannten. Zunächst als Co-Trainer von Markus Jochum und nach dessen Entlassung als Cheftrainer der Mannschaft. Nach dem erfolgreichen Klassenerhalt wurde sein Vertrag für die Saison 2012/13 verlängert. Nach einem guten Saisonstart geriet Ludwigsburg nach einer Serie von Niederlagen erneut in den Abstiegskampf und nach einer 73:78-Niederlage im Januar 2013 gegen die Walter Tigers Tübingen wurde Key von seinen Aufgaben entbunden.
Im Mai 2014 unterschrieb Key einen Vertrag bei den Licher BasketBären aus der ProB. Key erhielt in Lich einen Vertrag bis Sommer 2015. Im Sommer 2015 wurde der Vertrag mit Key von Seiten der BasketBären nicht verlängert. Über den Sommer arbeitete Key anschließend als Assistenztrainer beim WNBA-Team Connecticut Sun. Zur Spielzeit 2015/2016 kehrte Key aber nach Deutschland zurück und wurde Co-Trainer der Gießen 46ers, die er 2011 bereits als Headcoach betreut hatte.
Im Sommer 2018 wurde Key von Bundesligist s.Oliver Würzburg als neuer Co-Trainer verpflichtet. Damit arbeitete Key wie bereits in Gießen mit Cheftrainer Denis Wucherer zusammen. 2019 führten Wucherer und Key die Würzburger ins Endspiel des europäischen Vereinswettbewerbs FIBA Europe Cup, das gegen Dinamo Basket Sassari verloren wurde. Ab Dezember 2021 arbeitete Key in Würzburg dann mit Wucherers Nachfolger Sašo Filipovski zusammen. Zur Saison 2022/23 wechselte Key als Cheftrainer zum Zweitligisten Eisbären Bremerhaven. Am Ende des Spieljahres 2023/24 trennten sich Key und die Eisbären.
Steven Key ist verheiratet und Vater von zwei Kindern.